# Samsung Galaxy J1
O Samsung Galaxy J1 é um smartphone Android desenvolvido pela Samsung Electronics. Foi apresentado em janeiro de 2015 e é o primeiro celular da série Samsung Galaxy J. Ele foi comercializado como um dispositivo básico, custando a partir de US$ 100.

## História
O Galaxy J1 foi anunciado em janeiro de 2015 como o primeiro modelo da série Samsung Galaxy J. O modelo 3G foi lançado em fevereiro de 2015, e depois o modelo 4G um mês depois. Nos meses seguintes a Samsung lançou mais smartphones com o nome J1 como o J1 Ace/Ace Neo, J1 Nxt/mini e J1 mini prime.
Em janeiro de 2016, o sucessor Galaxy J1 (2016) foi lançado.

## Características
O Samsung Galaxy J1 tem os seguintes recursos:
- Câmera frontal de 2 MP (selfie e videochamada) e câmera traseira de 5 MP com flash LED.
- Tela de 4,3 polegadas TFT LCD.
- Processador dual-core, 1,2 a 1,5 GHz (dependendo do modelo).
- Sistema operacional: Android 5.1.1 Lollipop.
- Memória interna de 8 GB, expansível até 128 GB.